# Mina Tayopa
Tayopa es el nombre de una mina legendaria de plata perdida en la Sierra Madre Occidental de México. Muchas historias, leyendas y mitos la rodean, así como artículos y libros que describen su búsqueda.  El folclorista J. Frank Dobie dedicó parte de su libro "Apache Gold and Yaqui Silver" a la historia de esta legendaria mina perdida.